# Walter NZ-85
Walter NZ-85 byl vzduchem chlazený hvězdicový sedmiválcový letecký motor vyráběný ve společnosti Walter (Akciová továrna automobilů Josef Walter a spol.) od roku 1926. Motor původní české konstrukce byl označen zkratkou jmen konstruktérů ing. Nováka a ing. Zeithammera (NZ), i když ing. Zeithammer se již na této konstrukci nepodílel. NZ-85 byl druhým motorem řady NZ – po prvním typu, kterým byl NZ-60 (1923).

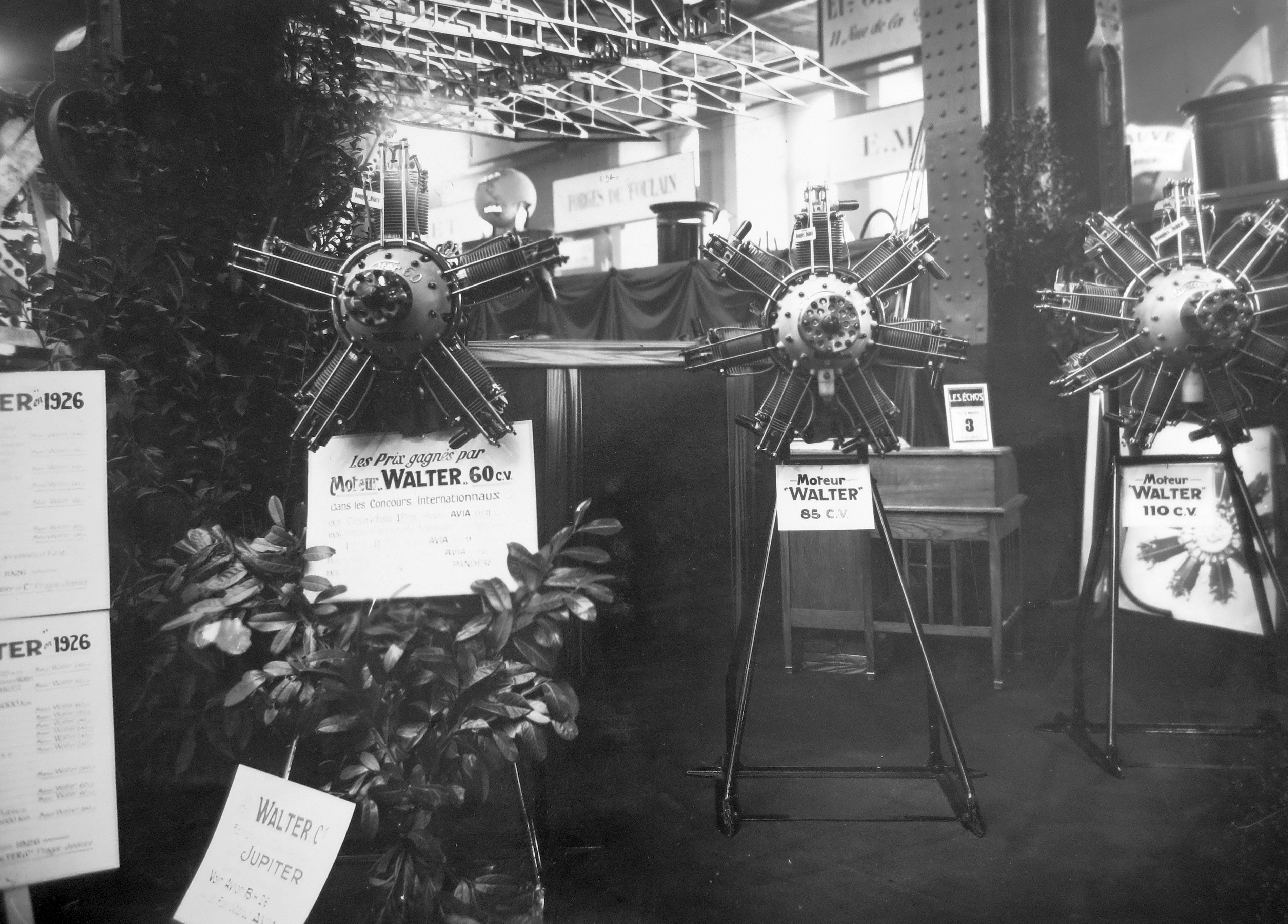
Motory Walter na výstavě v Paříži. Nový NZ-85 uprostřed (1926)

## Vznik a vývoj
Na základech zdařilého motoru Walter NZ-60 zkonstruovali v roce 1926 ing. Novák, vrchní ředitel a ing. Barvitius, „chefkonstruktér“ leteckých motorů nové dva typy motorů Walter, sedmiválcový NZ-85 a devítiválcový NZ-120.
Motor NZ-85 byl prostředním členem sériově vyráběných motorů typové řady Walter NZ (Walter NZ-60, NZ-85 a NZ-120), kterou firma Walter dodávala na trh mezi lety 1923 až 1931 (nejmenší z nich, tříválec NZ-40 z roku 1929, se do výroby kvůli nadměrným vibracím nedostal). Bylo vyrobeno mezi lety 1926 až 1930 celkem 50 motoru Walter NZ-85 (jiný pramen udává výrobu 53 motorů).
Těsně před velikonočními svátky 1926 byla ukončena dlouhodobá, stohodinová zkouška tohoto nového motoru Walter. Motor Walter NZ-85 byl schválen k provozu počátkem dubna 1926, když homologační zkouška byla odjeta ve dnech 22.–31. 3. 1926. Nový motor byl světové veřejnosti představen koncem roku 1926 na Aerosalonu v Paříži (X. mezinárodní letecká výstava).
Obdobně jako motor NZ-60 se stal i NZ-85 základem pro další vývoj. Krátce před ukončením výroby byl modernizován zvýšením nominálního výkonu na 90 a 95 k a byl označen jako Walter NZ-90, resp. jako Walter NZ-95 II. Řada sedmiválcových motorů o vrtání 105 mm měla pokračování v motoru Walter Venus (1930–1932). Tímto typem ovšem historie sedmiválcových, hvězdicových motorů Walter s vrtáním válců 105 mm končí.
Dochovaný motor Walter NZ-85 je vystaven v dopravní hale Národního technického muzea v Praze.

## Popis motoru
Při konstrukci tohoto motoru ing. Jan Novák a  ing. František Barvitius vycházeli z osvědčených prvků motoru Walter NZ-60. Válce, hlavy, ventily, péra, vahadélka, zvedáky, kliková hřídel, olejová pumpa, vedlejší ojnice, písty a pístní čepy zůstaly stejné jako u motoru NZ-60. Mimo toho, že „přibyly“ 2 válce, byly nově konstrukčně vyřešeny vrtulový náboj, motorová skříň, hlavní ojnice, rozvod OHV a náhon magnetek.
Směr otáčení hřídele motoru a vrtule vpravo. Motorová skříň byla dvoudílná z hliníkové slitiny. Válce byly z oceli a s hliníkovým pláštěm, hlavy válců ze šedé litiny. Klikový hřídel byl dvoudílný, jednou zalomený a byl vyroben ze speciální chromniklové oceli Poldi Victrix (Cr-Ni). Uložen byl ve třech kuličkových ložiscích. Ojnice z chromniklové oceli byla kruhového průřezu. Ventilový rozvod byl poháněn vačkovým kotoučem, zvedáky, tyčinkami a vahadélky. Oba ventily byly v každém válci vedle sebe. V mazacím systému byla dvě pístová čerpadla (sací a tlačné). Výrobce doporučoval použití oleje značek Caroil nebo Gargoyle. Spouštění motoru se dělo startérem Viet na stlačený vzduch. Motor nebyl vybaven reduktorem, proto otáčky motoru byly shodné s otáčkami vrtule.

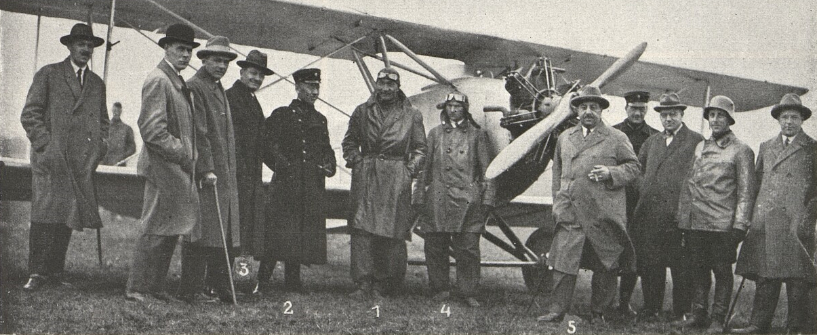
Kapitán Hamšík na školním letadle Letov Š-118 s motorem Walter 85 HP přiletěl 28. září 1926 do Rigy. Na snímku označeni: 1. kpt. Hamšík, 2. pluk. Raško, velitel lotyšského letectva, 3. čsl. konsul v Rize Košek, 4. mechanik Virt, 5. zástupce „Centrokomise“ p. Brusovanský

## Použití
Motor mj. poháněl v Československu prototyp cvičného letounu Avia BH-29, turistický a školní letoun Aero A-34 Kos a cvičný letoun Letov Š-118.

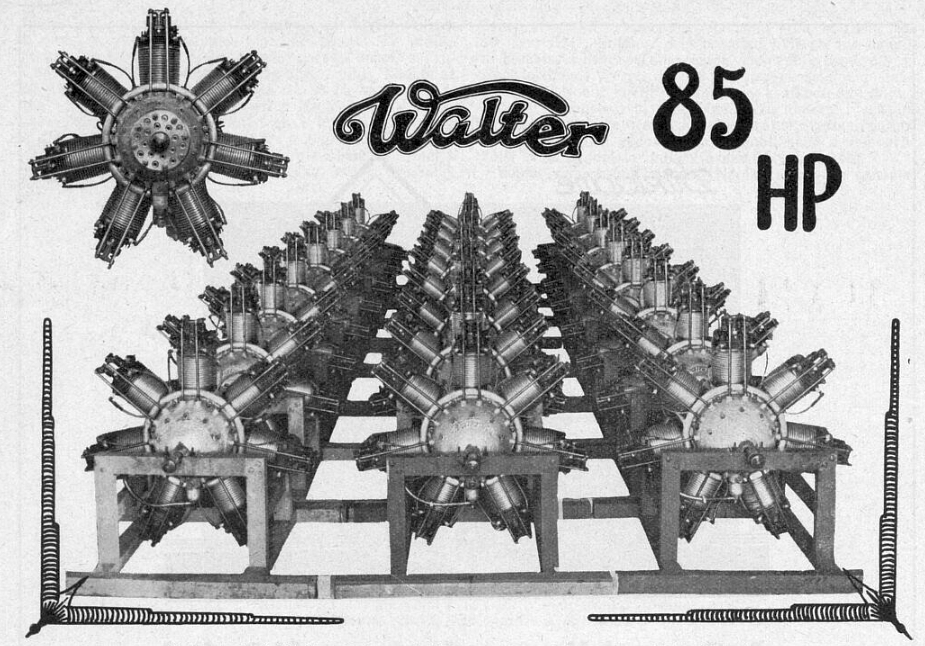
Walter NZ-85, série 24 motorů připravena k expedici (Letectví 1928, č. 4, s. 112)

Školní elementární letoun Avia BH-29 byl zalétán a představen veřejnosti na podzim 1927. První komentáře byly velmi pozitivní, ale o letoun neprojevil prvotně nikdo žádný zájem. Avia provedla propagační turné, kde bylo letadlo demonstrováno v osmnácti evropských zemích, ale to nevedlo k žádnému prodeji. Jedním z těchto míst byla i lotyšská Riga, kam kpt. Hamšík přiletěl na předvedení 28. září 1926.
Úspěšnější byl letoun z Letova. Vznikla 13 kusová série s tímto motorem, která dostala typové označení Letov Š-118. Pro základní výcvik vznikl letoun Š-18 s motorem Walter NZ-60 (44 kW/60 k) a montáží výkonnějšího motoru NZ-85 (62 kW/85 k) vznikla verze Š-118 určená pro pokračovací osnovu. S tímto letounem podnikl kpt. Hamšík propagační let Finskem, Pobaltím (Kaunas, Riga, Tallinn) a Polskem (3000 km), na jehož základě si Finové několik strojů objednali. Požadavkem však bylo, aby letoun měl silnější motor. Jejich přání bylo vyhověno a tak vznikl typ letounu Letov Š-218, přezdívaný „Velký komár“, ve kterém byl instalován motor Walter NZ-120 o výkonu 120 koní. Celkem továrna dodala do Finska deset strojů a došlo i k odprodeji licenčních práv na výrobu dalších 31 kusů. Finské letouny se vyznačovaly trubkovou konstrukcí trupu s plátěným potahem a byly označovány jako Š-218A. Spolehlivě sloužily ve vojenské letecké škole v Kauhavě až do roku 1945.
V roce 1927 se tento motor začal používat i v Itálii. Italská vláda, aby zpřístupnila letectví nejširším masám, dala podnět italským leteckým výrobcům ke stavbě strojů vybavených motory o malých výkonech. Výsledkem byla stavba lehkých sportovních letadlech Breda Ba.15, IMAM Ro.5 (Romeo Ro-5) s motory Walter NZ-85 a hydroplánů Savoia-Marchetti S.56. Na letounu Breda Ba.15s s motorem Walter NZ-85 se úspěšně představil v srpnu 1930 italský pilot De Angeli na závodě turistických letadel Il I. Giro Aereo d´Italia (1. Okolo Itálie letecky) a obsadil celkově 7. místo. V samotném závodu zvítězil Paride Sacchi rovněž na letounu Breda Ba.15 s ale s motorem Walter NZ-120. Letouny Breda Ba.15s byly vybaveny širokou paletou motorů a v následujících letech se na nich zkoušely i motory Walter Venus (následník NZ-85) a Mars (následník NZ-120). Největšího uplatnění získal motor Walter Venus.
V roce 1929 se mezinárodní soutěže turistických letadel (Challenge International de Tourisme) zúčastnil belgický letoun Orta St Hubert SG.1 (St.Hubert Aircraft Engineering Works), který byl vybaven motorem Walter NZ-85.

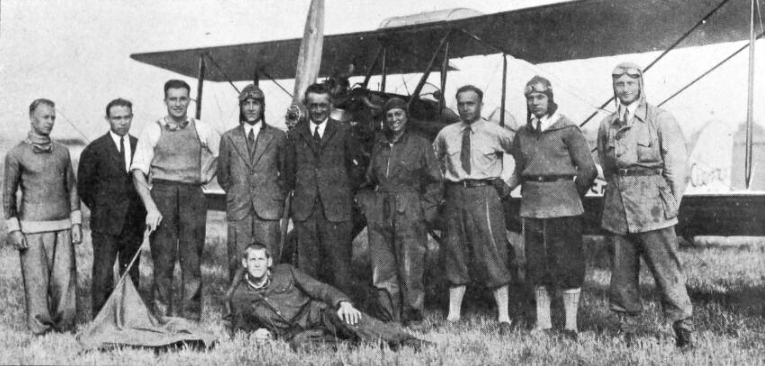
Aero A-34 Kos s motorem Walter NZ-95 a žáci Ústřední pilotní školy v čele se šéfpilotem K. Bartošem (Letec, srpen 1930)

V roce 1930 Ústřední pilotní škola prováděla školení pilotů i na sportovních letadlech typu Aero A-34 »KOS« s motory Walter NZ-95. Tohoto typu letadel bylo pod vedením šéfpilota K. Bartoše ke školení užito poprvé za činnost školy. Šest žáků prvého kurzu složilo zkoušky z létání před komisí ministerstva veřejných prací a to jeden s prospěchem výborným, čtyři s prospěchem velmi dobrým a jeden s prospěchem dobrým.
Ve dnech 24.-25. května 1931 na mezinárodním mítinku v Záhřebu obsadili s Letovem Š-118 v soutěži na přesnost přistání mjr. Diviš z Prostějova 2. místo (voj. označení 22C) a Kolařík z Brna 6. místo. Ještě v roce 1934 na I. ročníku Národního letu republiky Československé zvítězil na letounu Letov Š-118 s motorem Walter NZ-85 ing. Bohuslav Šimůnek s dr. J. Janatkou. Závodu se zúčastnilo 26 posádek, z nichž 18 soutěž úspěšně dokončilo.

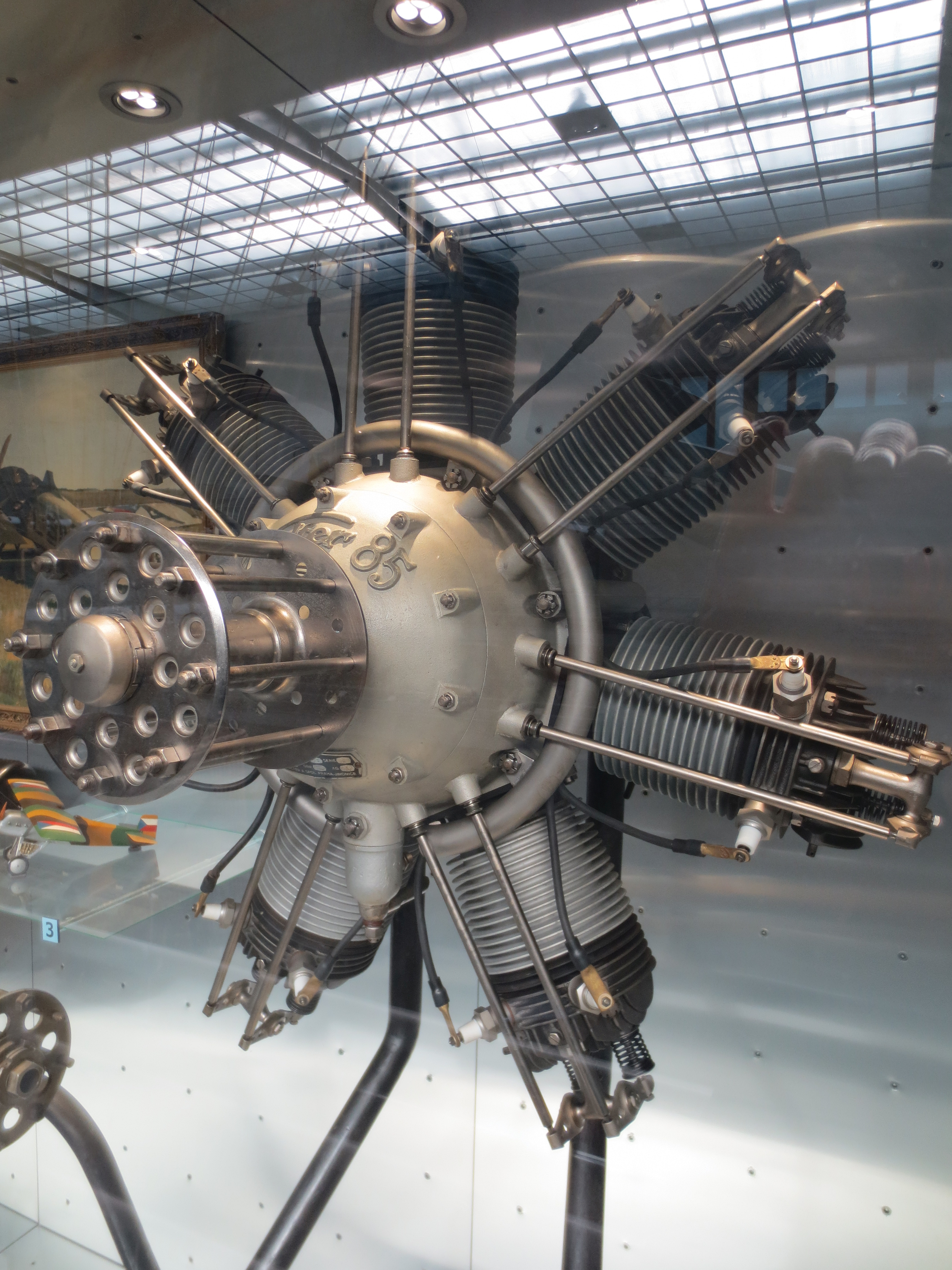
Walter NZ-85 (1926-1930) Národní technické muzeum 2020

## Použití v letadlech
- Aero A-34
- Avia BH-20
- Avia BH-29
- Breda Ba.15 (Itálie)
- Gribovskij G-8 (Rusko)[18]
- Hopfner HS-8/29 (Rakousko)
- IMAM Ro.5 (Itálie)
- Letov Š-118
- Orta-Saint Hubert G.1 (Belgie)
- Savoia-Marchetti S.56 (Itálie, do Rumunska dodané letouny)
- Šavrov Š-1 (Rusko)[18]

## Specifikace
Data dle 

### Technické údaje
- Typ: čtyřdobý zážehový vzduchem chlazený hvězdicový letecký sedmiválec
- Vrtání válce: 105 mm
- Zdvih pístu: 120 mm
- Celková plocha pístů: 606 cm2
- Zdvihový objem motoru: 7273 cm3
- Max. průměr motoru: 990 mm
- Celková délka motoru: 741 mm
- Hmotnost suchého motoru: 125 kg
- Hmotnost motoru s nábojem vrtule a příslušenstvím: 186,5 kg (NZ-85), 166 kg (NZ-95)

### Součásti motoru
- Rozvod: OHV, dvouventilový
- Karburátor: Zénith 42 DCI
- Zapalování: 2× magneto Scintilla MN7-D (NZ-85) resp. GN7-D (NZ-95)
- Mazání: tlakové oběžné, se suchou klikovou skříní
- Pohon: dvoulistá, dřevěná vrtule
- Chlazení: vzduchové

### Výkony
| Typ                  | NZ-85                                | NZ-90                                | NZ-95                                |
| -------------------- | ------------------------------------ | ------------------------------------ | ------------------------------------ |
| Maximální, vzletový  | 100 k/74 kW při 1500 ot/min          | 105 k/77 kW při 1600 ot/min          | 110 k/81 kW při 1700 ot/min          |
| Nominální, jmenovitý | 85 k/62 kW při 1400 ot/min           | 90 k/66 kW při 1500 ot/min           | 95 k/70 kW při 1600 ot/min           |
| Kompresní poměr      | 4,48:1                               | 4,48:1                               | 4,48:1                               |
| Spotřeba paliva      | 235 g·h−1·k−1 / 320 g·h−1·kW−1       | 235 g·h−1·k−1 / 320 g·h−1·kW−1       | 235 g·h−1·k−1 / 320 g·h−1·kW−1       |
| Spotřeba oleje       | 5–10 g·h−1·k−1 / 6,8–13,6 g·h−1·kW−1 | 5–10 g·h−1·k−1 / 6,8–13,6 g·h−1·kW−1 | 5–10 g·h−1·k−1 / 6,8–13,6 g·h−1·kW−1 |
| Specifický výkon     | 11,69 k/l                            | 12,37 k/l                            | 13,06 k/l                            |

## Galerie

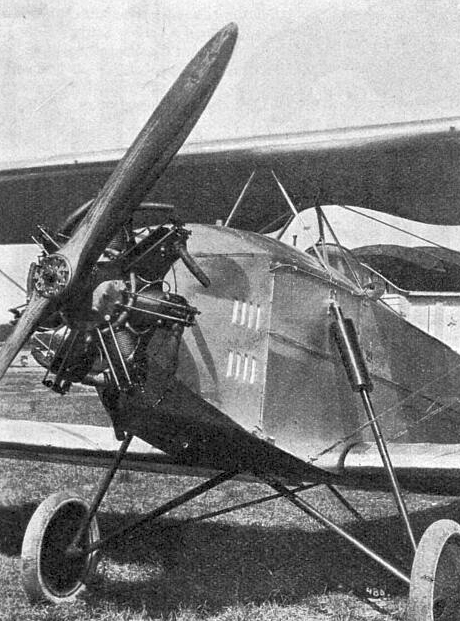
Avia BH-29 s motorem Walter NZ-85
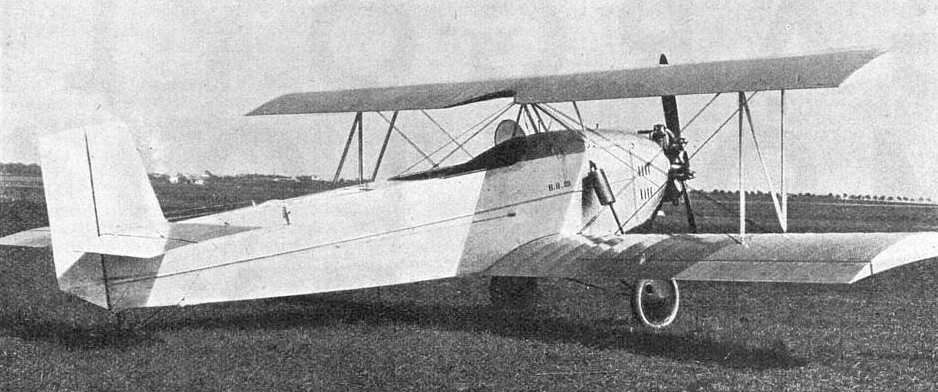
Avia BH-29 s motorem Walter NZ-85
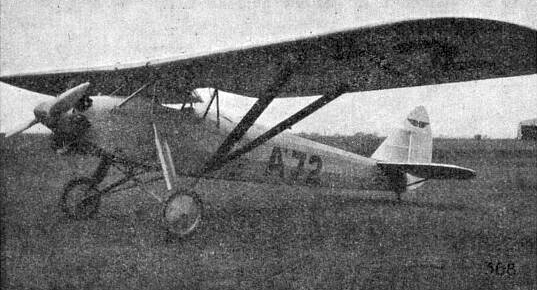
Sportovní letoun Hopfner HS-8/29 s motorem Walter NZ-85 (1929)
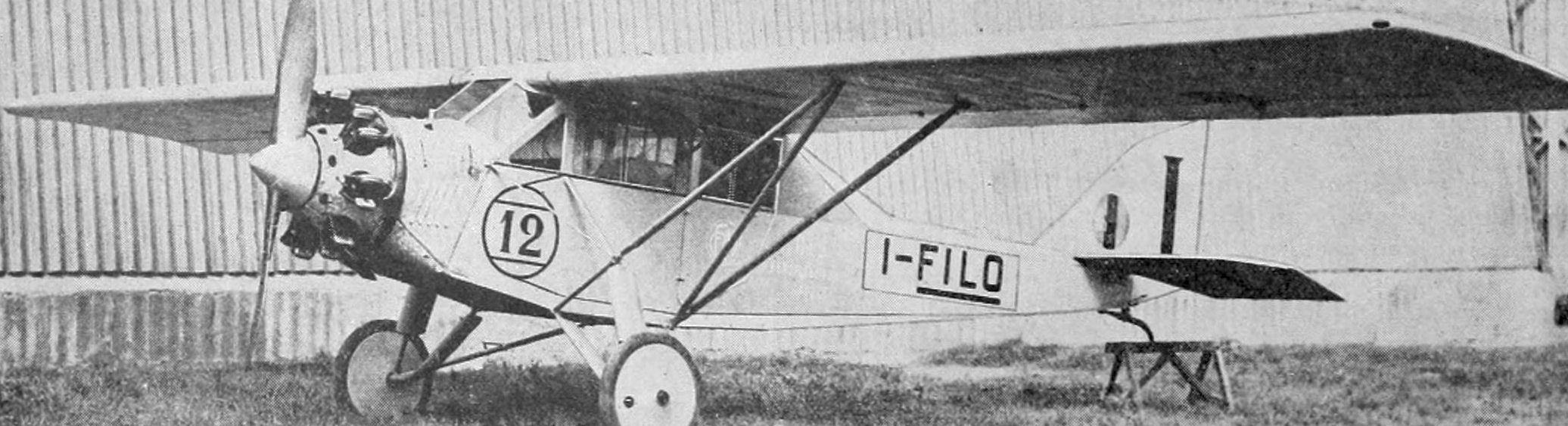
IMAM Ro.5 (Aero Digest, May 1930)
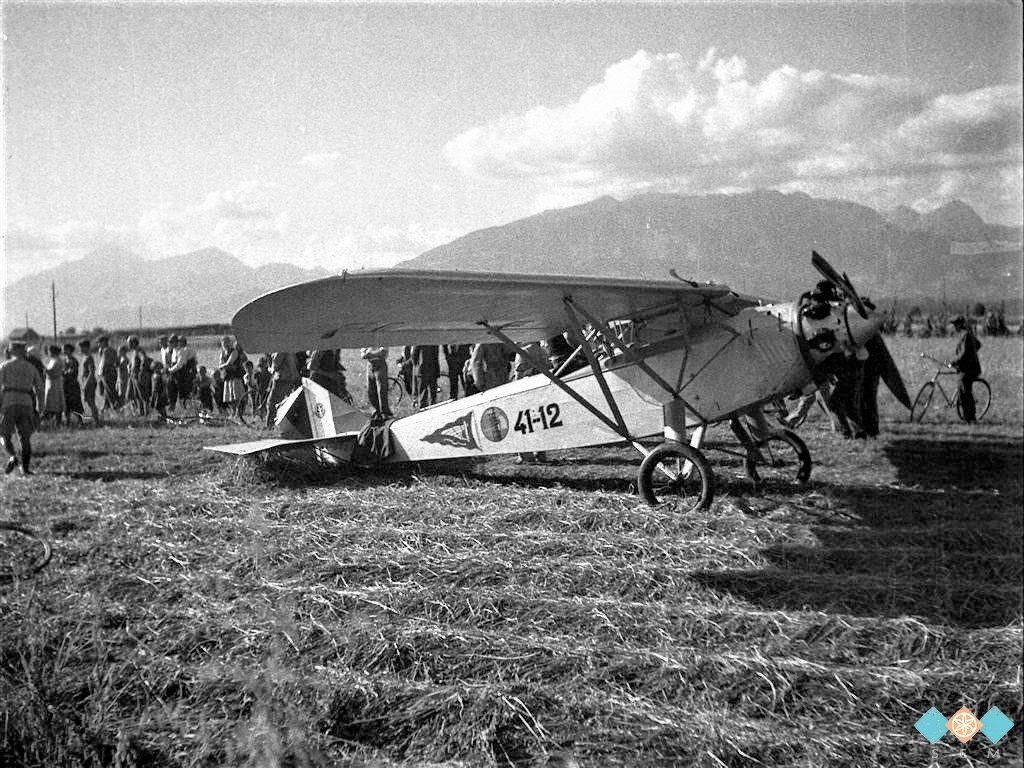
IMAM Ro.5 (1932)
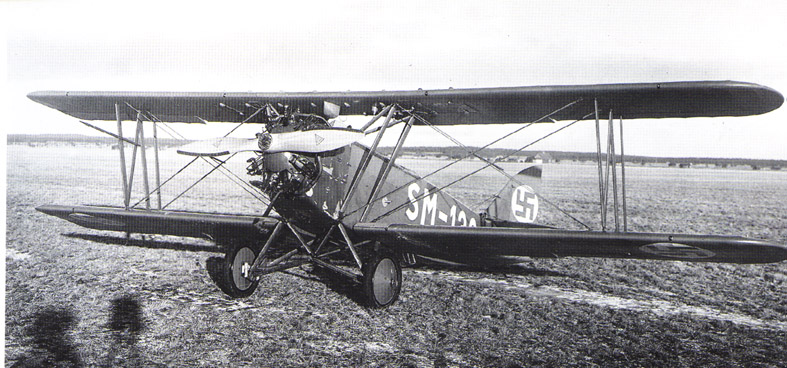
Letov Š-118 ve službách finského letectva
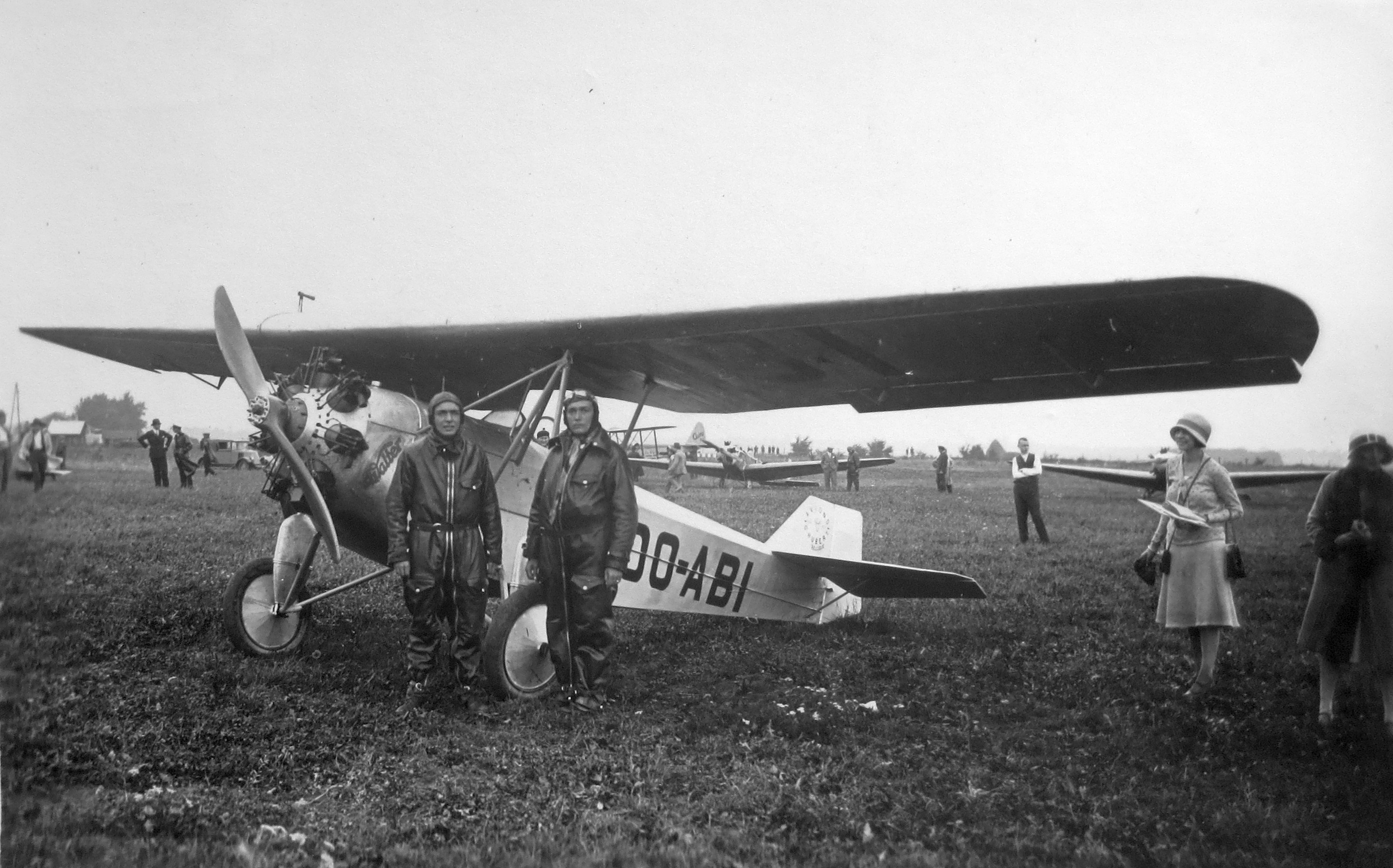
Walter NZ-85 a Orta St. Hubert SG.1 (Challenge 1929)
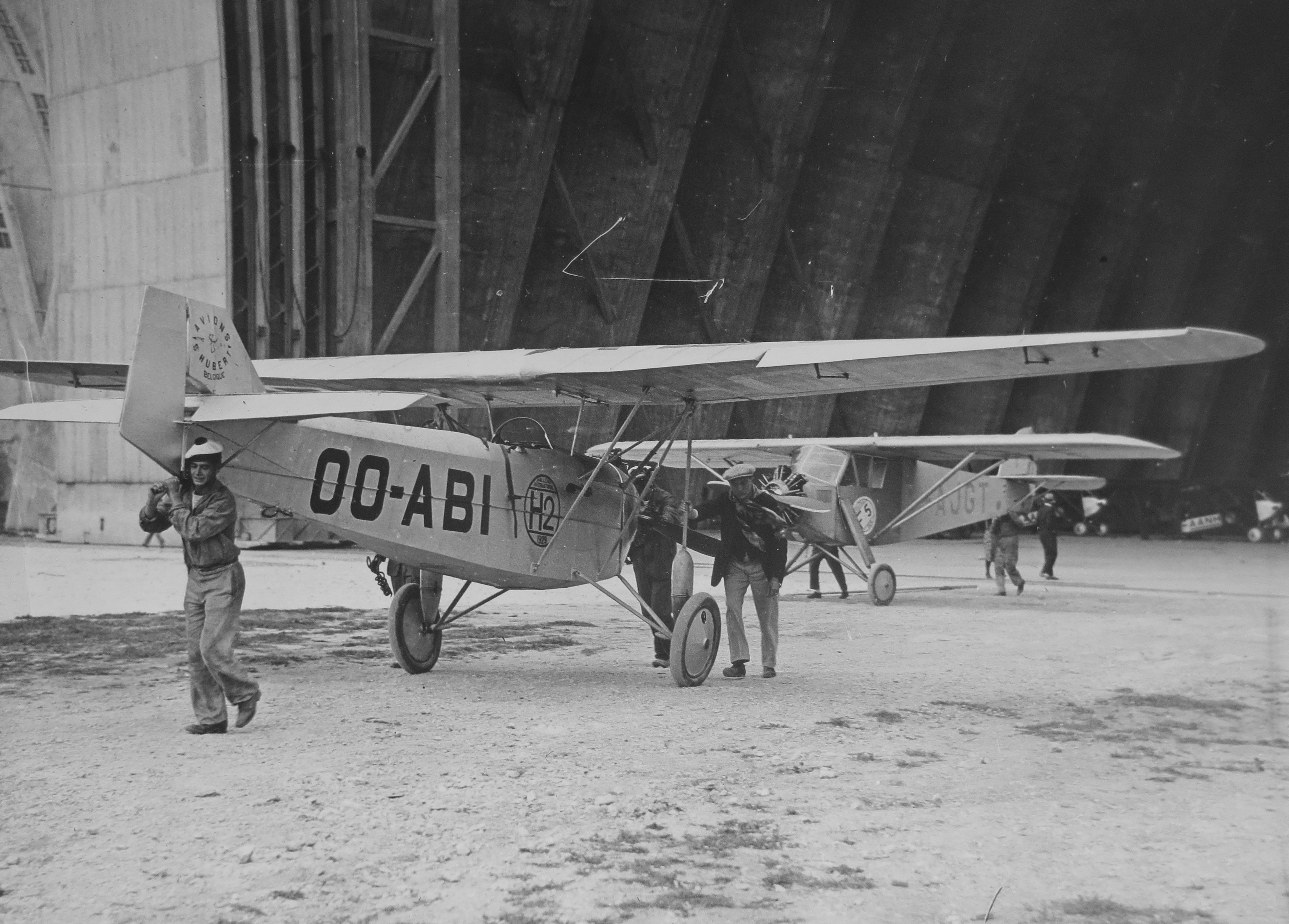
Walter NZ-85 a Orta St.Hubert SG.1 s imatrikulací OO-ABI (Challenge 1929)
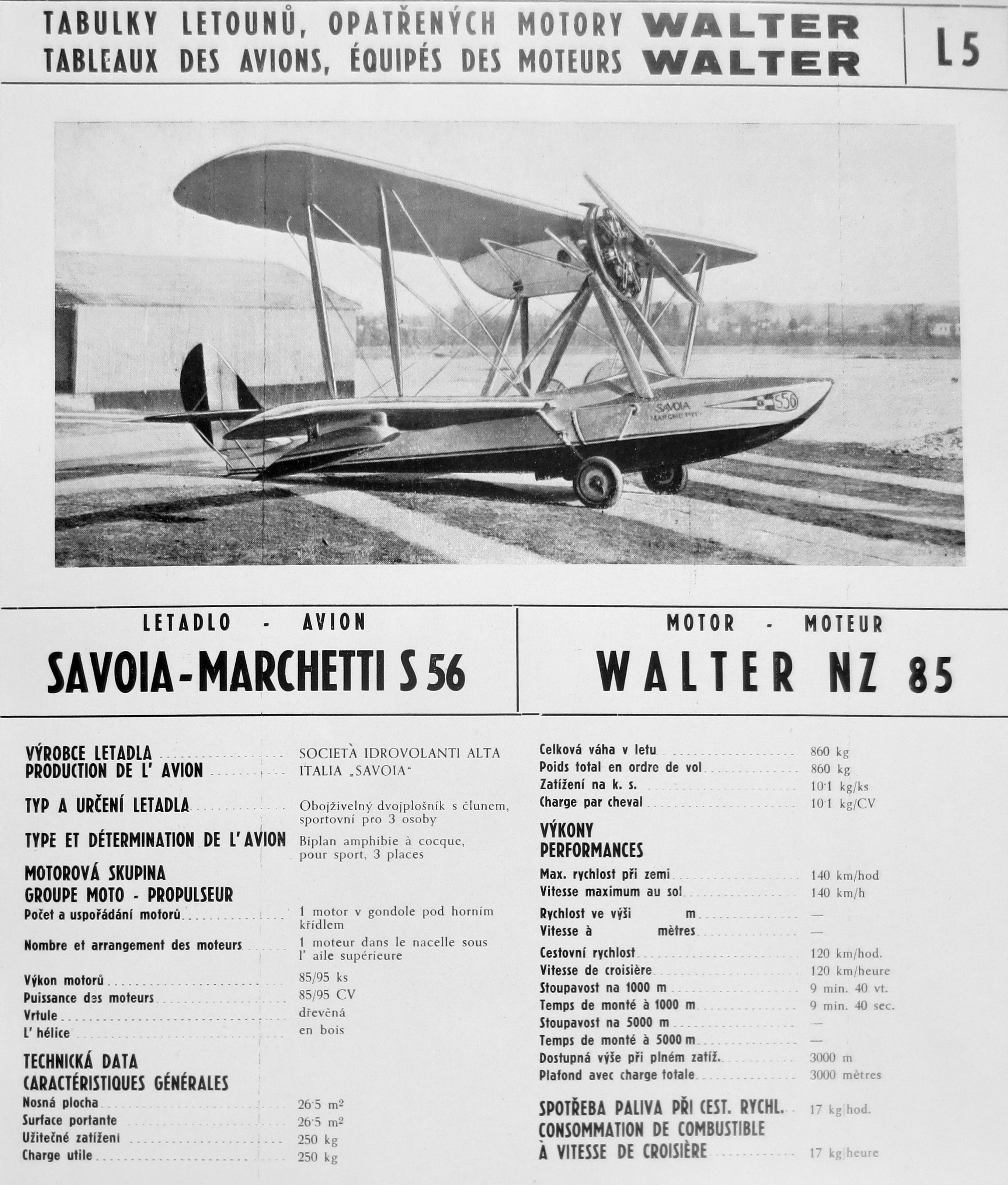
Savoia Marchetti S.56 s motorem Walter NZ-85